# 구아타페 엘 페뇰
구아타페의 바위( Spanish, El Peñón de Guatapé  )는 콜롬비아의 대표적인  잔구이다.  안티오키아주 구아타페 마을에 위치하고 있다. 그것은 또한 El Peñol의 바위, 또는 단순히 La Piedra 또는 El Peñol로 알려져 있다.
바위가 화강암이라서 부식이 되지 않았고 그 바닥에서 최대 200 미터 (656 피트) 높이에 있다. 방문객들은 꼭대기까지 649개로 지어진 계단을 통해 바위를 올라갈 수 있다.

## 역사
이 지역의 전 거주자였던 토착 타하미 (Tahamí)는 이 바위를 숭배하고 그들의 언어로 모자라 또는 무자라("바위"또는 "돌"을 의미)라고 불렀다.
이 바위는 1954년 7월 Luis Villegas, Pedro Nel Ramirez, 그리고 Ramón Díaz가 바위 벽에 고정 된 막대기를 사용하여 5일간 등반했을 때 공식적으로 처음 등반되었다.
한 독일 과학자가 Pitcairnia heterophylla 라는 새로운 종의 식물을 암석 꼭대기에서 발견하였다. 바위 위에는 수공예품, 엽서 등 현지 상품을 구입할 수 있는 전망대가 세워졌다. 정상에 있는 건물 꼭대기에서 500Km 주변 댐을 볼 수 있다. 740개의 계단으로 꼭대기에 오를 수 있다.
1940년대 콜롬비아 정부는 이곳을 국립 기념물로 선언했다.

### 낙서 GI
돌의 서쪽 표면에는 큰 흰색 글자 "G"와 불완전한 "U" 대신 "I"가 그려져 있다. U가 완성되지 않아 I만 있다. Guatapé와 El Peñol 마을은 오랫동안 바위의 소유권에 대해 논쟁을 벌였고 Guatapé 주민들은 바위에 마을 이름을 거대한 흰색 글자로 그려 문제를 해결하기로 결정했다. 엘 페뇰 주민들이 그 일을 곧 알고, 이를 막기 위해 큰 폭도들이 모여서 멈추게 했다. 그래서  "G"와 의 일부인 "I"만 남게 되었다.

## 특징
뒤쪽 (남동쪽)의 가장 높은 부분은 2,135 미터 (7,005 ft) 해발, 평균 온도 18 °C (64 °F) . "Peñol"은 285 미터 (935 ft) 110 미터 (360 ft) 폭. 그것은 약간의 암석 틈이 있는데, 그 중 하나는 꼭대기까지 갈 수 있다.

## 갤러리

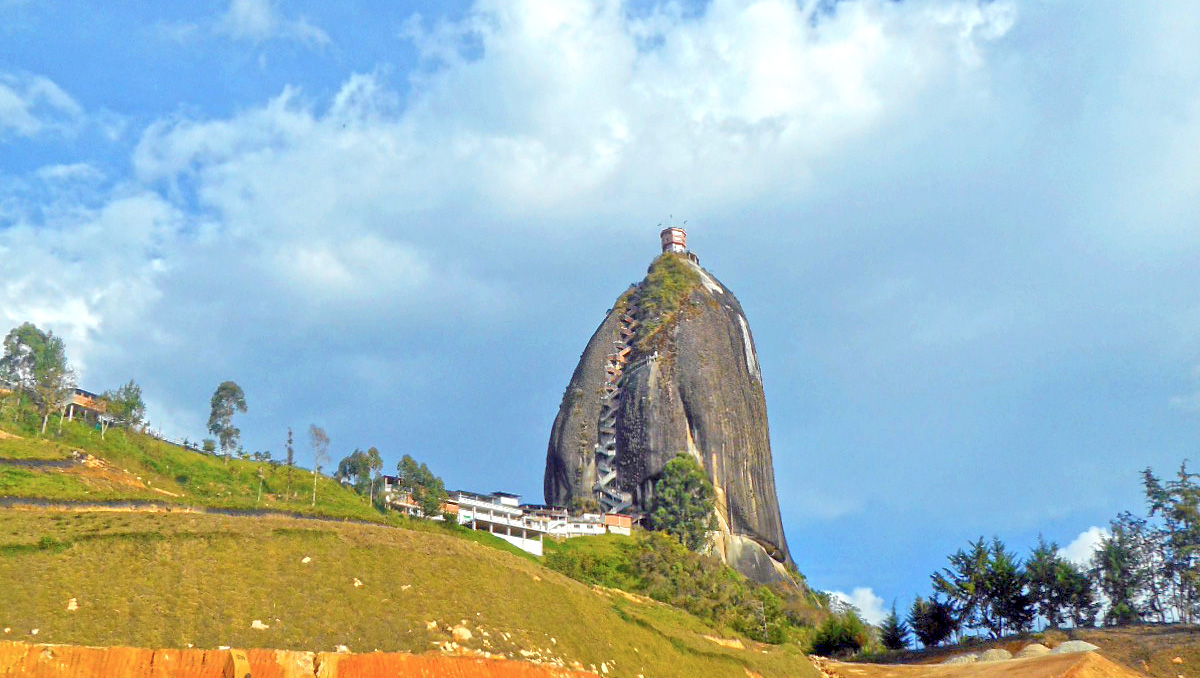
도로에서 바라본 Peñón de Guatapé
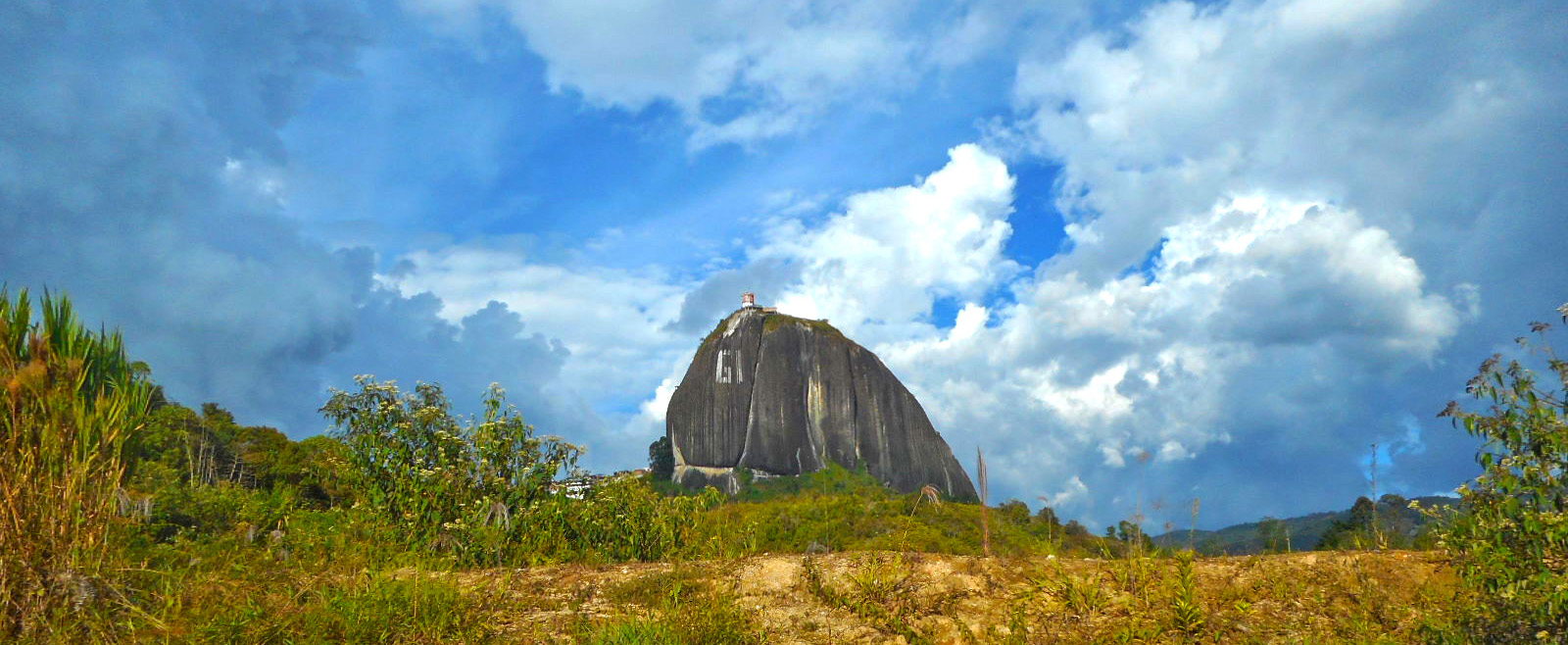
시골에서 떠오르는 Peñón de Guatapé
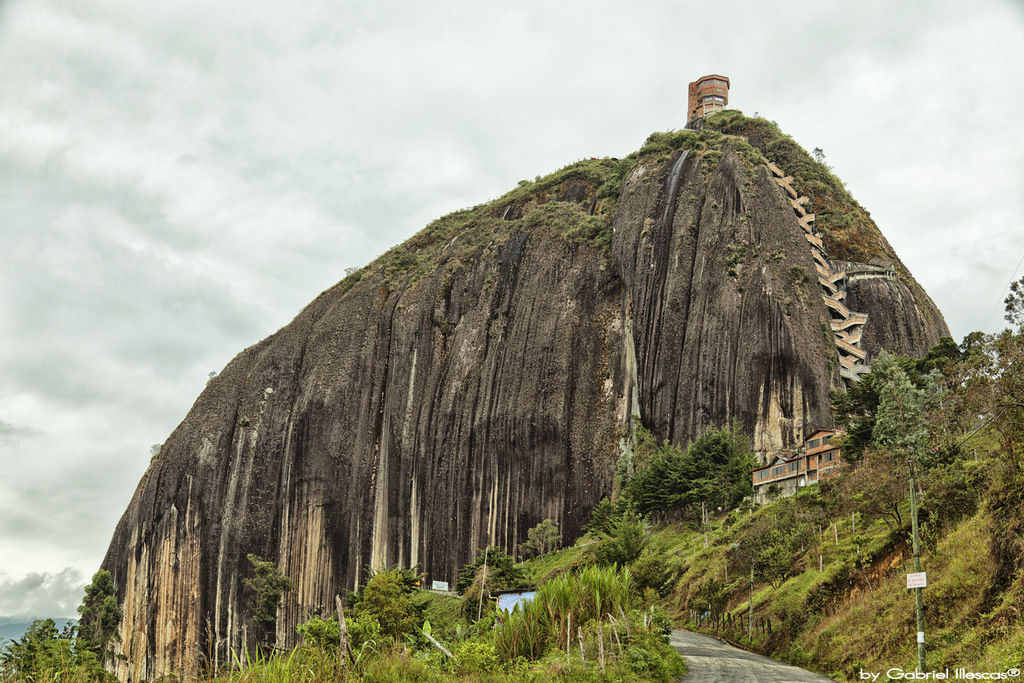
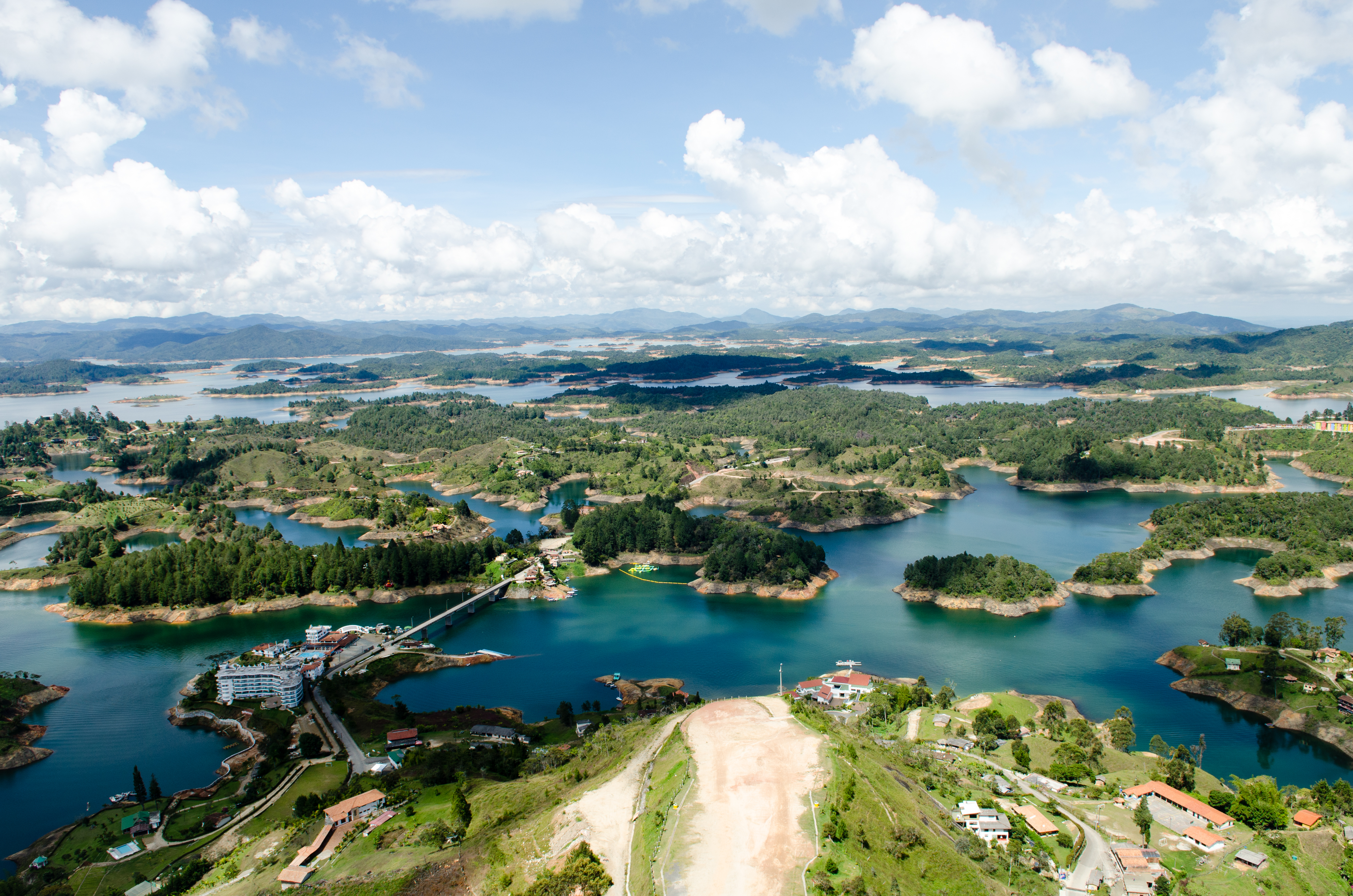

- 파일:Piedra y Embalse del Peñol desde dron 05.
- 파일:Piedra y Embalse del Peñol desde dron 03.

## 같이 보기
- 슈거 로프 산
- inselbergs 목록